# 6658 Akiraabe
6658 Akiraabe este un asteroid din centura principală, descoperit pe 18 noiembrie 1992, de Kin Endate și Kazuo Watanabe.